# Roman Rusinov
Roman Aleksandrovich Rusinov (em russo: Роман Александрович Русинов; Moscou, 21 de outubro de 1981) é um automobilista russo que foi test-driver da Midland F1 Racing em 2006.